# Accept
 For alternative betydninger, se Accept (flertydig). (Se også artikler, som begynder med Accept)
Accept betyder at anerkende, give sin støtte til eller uden tilkendegivelse at undlade protest. Især den sidste fortolkning er diskutabel, da manglende udmelding er subjektiv. Således er stiltiende accept ikke altid lig med godkendelse